# Modiolopsis
Modiolopsis is een geslacht van uitgestorven tweekleppigen, dat leefde in het Siluur.

## Beschrijving
Deze tweekleppige had een dunne, ovale schaal. De kleppen, die niet symmetrisch waren, bevatten een schuine groeve. De lengte van de schelp bedraagt circa 3,75 centimeter.